# 사렙타

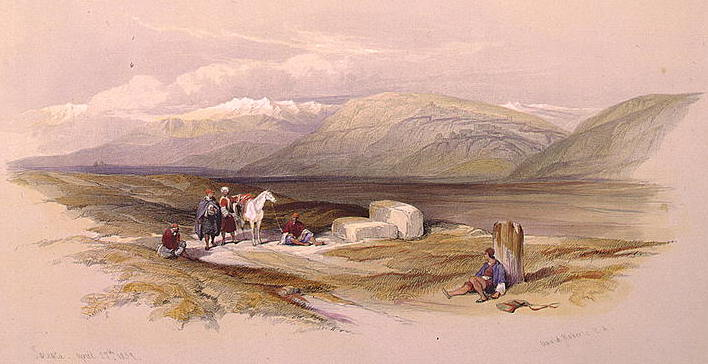

사렙타(Sarepta, 현 레바논의 사라판드)은 시돈과 티레 사이의 지중해 해안에 있던 페니키아의 도시이다.

## 같이 보기
- 레바논의 가톨릭 교구 목록